# Ludres
Ludres is een gemeente in het Franse departement Meurthe-et-Moselle (regio Grand Est). De plaats maakt deel uit van het arrondissement Nancy. Ludres telde op 1 januari 2022 5.899 inwoners.

## Geografie
De oppervlakte van Ludres bedroeg op 1 januari 2022 8,18 vierkante kilometer; de bevolkingsdichtheid was toen 721,1 inwoners per km². Ludres ligt 7 km ten zuiden van Nancy aan de A330.

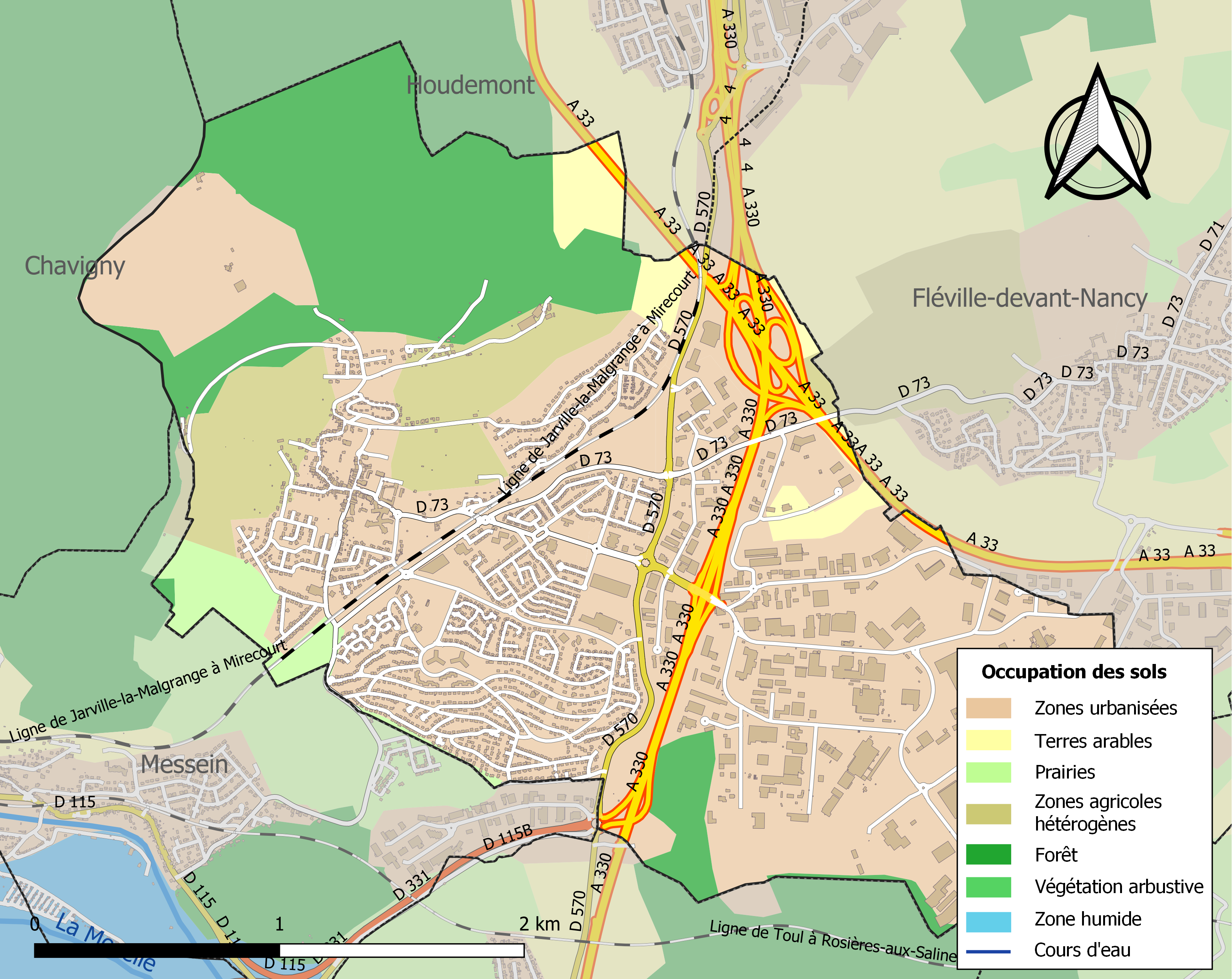
Kaart van de gemeente met de belangrijkste infrastructuur, bodemgebruik en omliggende gemeenten

## Demografie
Onderstaande figuur toont het verloop van het inwonertal (bron: INSEE-tellingen).